# Jamie’s Italian

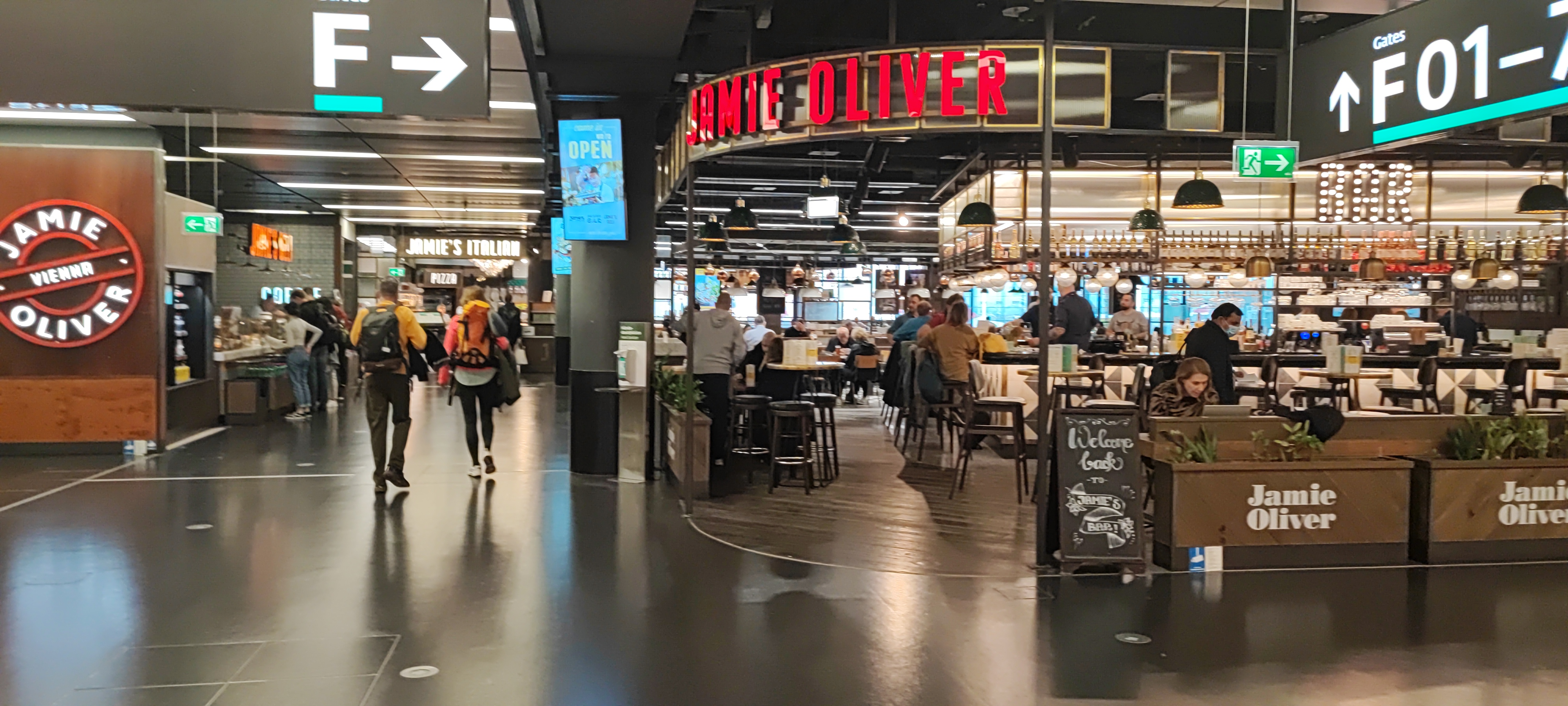
Filiale im Flughafen Wien

Jamie’s Italian (bis 2007 Fresh Spaces Holding) ist ein britisches Unternehmen.

## Geschichte
Das Unternehmen wurde ursprünglich 2003 als Fresh Partners Limited gegründet. 2007 wurde das Unternehmen zu Jamie's Italien Limited umfirmiert.
Nach mehreren Fällen von Lebensmittelvergiftungen wurden 2011 bei Kontrollen von mehreren Filialen der Restaurantkette Jamie’s Italian erhöhte E.-coli-Werte gemessen und verdorbene Lebensmittel sowie schmutzige Küchengeräte gefunden.
Am 21. Mai 2019 meldete Jamie’s Italian Insolvenz an, die Wirtschaftsberatung KPMG leitete die Insolvenz. Jamie’s Italian hatte zuletzt knapp 1300 Beschäftigte in 25 Jamie’s-Italian-Filialen sowie den Steakhouse-Filialen Barbecoa und Jamie Oliver’s Diner.